# 代苏迎
代苏迎（缅甸语：緬甸語：，2007年5月24日出生）是一位缅甸选美皇后、电影演员及广告模特，获得了2024年缅甸万国小姐冠军。 她代表缅甸参加2024年万国小姐比赛，并获得季军。

## 童年与教育
代苏迎于2007年5月24日出生在缅甸勃固省的东吁。她是两个孩子中的长女。

## 艺术生涯
代苏迎在16岁时进入了选美界，成为缅甸史上最年轻的选手。她代表缅甸参加多个比赛并取得了显著的成绩。比赛结束后，她进入了影视艺术领域，开始了她的演艺生涯。目前，她活跃于电影和广告拍摄领域。

## 选美生涯

### 2024年缅甸万国小姐
2023年12月，代苏迎参加了2024年缅甸万国小姐选美比赛，代表缅甸出赛并最终荣获冠军，成为缅甸代表。

### 2024年万国小姐
代苏迎作为缅甸代表参加于缅甸仰光举办的2024年万国小姐国际总决赛。她在民族服装、泳装和晚礼服环节中均表现优异，成功晋级前五强，并最终获得第二亚军（全球第三名）的佳绩。 她是缅甸历年来在该赛事中获得最高名次的代表之一。

### 褫夺头衔事件
然而，在赛后不久，万国小姐组委会宣布撤销她的第二亚军头衔，并取消其一切官方活动资格。 主办方未公开详细原因，此举在缅甸社交媒体引发巨大争议，不少粉丝为她鸣不平，认为她受到了不公平待遇。代苏迎方面未做公开回应，但相关事件成为媒体与公众讨论的焦点。

## 影视作品

### 电影
| 年份 | 缅甸语片名             | 英文片名              | 类型       |
| ---- | ---------------------- | --------------------- | ---------- |
| 待定 | 忘不了的初恋（မေ့မေ့အချစ်ဦး） | Echoes of First Loves | 爱情／剧情 |